# Sameera Moussa
Sameera Moussa, död 1952, var en egyptisk kärnfysiker och doktor i joniserande strålning. 
Hon blev 1939 den första kvinnan att anställas vid Kairos universitet. Hon verkade för en fredlig användning av atomenergi. Hon organiserade Atomic Energy for Peace Conference, vilket ledde till den internationella konferensen "Atoms for Peace." 